# Madina Lake
Madina Lake ist eine vierköpfige Pop-Punk/Post-Hardcore-Band aus Chicago, Illinois. 

## Geschichte
Madina Lake wurde 2005 von dem Sänger Nathan Leone, seinem Zwillingsbruder und Bassisten Matthew Leone, dem Gitarristen Mateo Camargo und dem Schlagzeuger Dan Torelli gegründet. Die Band unterschrieb im August 2005 einen Vertrag mit dem Plattenlabel Roadrunner Records. Ihr Debütalbum From Them, Through Us, to You wurde am 27. März 2007 veröffentlicht, produziert von Mark Trombino. Es folgte eine Tournee mit Firescape, Fightstar und Emanuel. Madina Lake tourten außerdem (zu verschiedenen Zeiten) mit Bands wie den Gym Class Heroes, Papa Roach oder Paramore.
Eigentlich hatten sie zugesagt, bei der Warped Tour 2007 zu spielen, sagten aber wieder ab, um auf der „second stage“ der Project Revolution Tour 2007 mit Bands wie Linkin Park und My Chemical Romance zu spielen. Linkin Park selbst hatten Madina Lake ausgesucht. 2007 gewann die Band den Kerrang! Award in der Kategorie „Best International Newcomer“. Außerdem kamen sie auf die Titelseite des britischen Musikmagazins „Rock Sound“ und auf die deutsche MTV-TRL-Votingliste.
Im Januar 2008 tourten sie in Europa und danach gingen sie mit Coheed and Cambria, Fightstar und Circa Survive auf Tour. Im Februar 2008 spielten sie auf dem Australian Soundwave Festival neben Bands wie The Offspring und Incubus. Danach tourten Madina Lake zusammen mit Aiden in den USA und dann in Australien. Ihr neues Album Attics to Eden wurde im April 2009 veröffentlicht und das Lied Never Take Us Alive ist ebenfalls in der Vollversion und der Demo des Rallye-Rennspiels Colin McRae: DiRT 2 enthalten. Im Oktober 2009 spielten sie im Vorprogramm von Papa Roach auf deren Europa-Tour.

## Diskografie
Alben
- 2007: From Them, Through Us, to You (Roadrunner Records)
- 2009: Attics to Eden
- 2011: World War III

EPs
- 2006: The Disappearance of Adalia (Selbstverlag)
- 2011: The Dresden Codex (Pledgemusic)
- 2020: The Beginning of New Endings (Strange Entertainment Records)

Musikvideos
- One Last Kiss
- House of Cards
- Here I Stand
- Never Take Us Alive
- Let's Get Outta Here
- Welcome to Oblivion